# Begonia mazae
Espèce
Synonymes
- Begonia mazae var. deminuta Ziesenh.[1]

Begonia mazae est une espèce de plantes de la famille des Begoniaceae. Ce bégonia rhizomateux est originaire du Mexique. Il est cultivé pour son attrait ornemental.

## Description
C'est un bégonia vivace rhizomateux.

## Répartition géographique
Cette espèce est originaire Mexique.

## Classification
Begonia mazae fait partie de la section Gireoudia du genre Begonia, famille des Begoniaceae.
En classification phylogénétique APG IV (2016), comme classification phylogénétique APG III (2009), celle-ci est classée dans l'ordre des Cucurbitales, alors que dans la classification classique de Cronquist (1981) les Begoniaceae font partie de l'ordre des Violales.
Le type nomenclatural a été récolté en 1946 par MacDougall et Thomas Baillie, dans la forêt humide de Ocozocoautla, au Rancho Aguajito, Pico Carrizal, Chiapas, au Mexique.
L'espèce a été décrite en 1947 par le botaniste amateur américain Rudolf Christian Ziesenhenne (1911-2005).
L'épithète spécifique mazae signifie « de Maza », en hommage à Don Lisandro Maza, le propriétaire du ranch Aguajito, qui cultivait des spécimens de cette plante dans les jardinières autour de sa demeure.
Publication originale : Begonian 14(12): 242. 1947.

### Liste des variétés
Selon Tropicos (20 février 2017) (Attention liste brute contenant possiblement des synonymes) :
- variété Begonia mazae var. deminuta Ziesenh.
- variété Begonia mazae var. mazae

On distingue aussi parfois une forme au feuillage plus sombre : Begonia mazae f. nigricans Ziesenh.
Ces formes ou variétés sont plus probablement des synonymes pour de simples nuances du feuillage chez cette espèce.

## Horticulture
Ce bégonia vivace rhizomateux à feuillage décoratif, et qui fleurit abondamment, est assez facile à cultiver. En plus des variétés et formes naturelles, les horticulteurs ont sélectionné de nombreux cultivars au feuillage diversement coloré.
La plante se reproduit aussi bien par graines que par multiplication végétative (division de pieds, bouturage de feuilles ou de rhizomes...).      